# جوني براون (لاعب كرة سلة)
جوني براون (15 مايو 1963 في الولايات المتحدة - ) (بالإنجليزية: Johnny Brown)‏ هو مدرب كرة سلة ولاعب كرة سلة أمريكي في مركز هجوم قوي الجسم. لعب مع Loyola Marymount Lions men's basketball ‏.

## وصلات خارجية
- جوني براون على موقع كلية كرة السلة في سبورتس رفرنس.كوم (الإنجليزية)